# Lo Redemú
Lo Redemú és una muntanya de 477 metres que es troba al municipi de l'Espluga Calba, a la comarca catalana de les Garrigues.